# جف تو
جف تو (انگلیسی: Jeff Thue؛ زادهٔ ۲۵ ژانویهٔ ۱۹۶۹) کشتی‌گیر اهل کانادا است.